# Dries Wuytens
Dries Wuytens (Eksel, 18 maart 1991) is een Belgisch voetballer die bij voorkeur als centrale verdediger speelt. Hij staat sinds de zomer van 2020 onder contract bij Waasland-Beveren.

## Clubcarrière

### Beerschot
Wuytens doorliep van 2001 tot en met 2011 de jeugdopleiding van PSV, maar een debuut in het eerste elftal hier bleef uit. Hij maakte alsnog zijn profdebuut als speler van Beerschot AC, op het veld van RSC Anderlecht. Hij viel in de 47ste minuut in voor de geblesseerde Gary Kagelmacher. Bij zijn debuut ontving hij een gele kaart voor een overtreding op Matias Suarez. Eerder zat Wuytens bij PSV eenmaal op de bank, in een wedstrijd in de Europa League tegen Sporting Lissabon. Zijn eerste basisplaats bij Beerschot kreeg hij tegen Racing Genk. Wuytens speelde de volledige wedstrijd en had zodoende een aandeel in de 2–0 overwinning van zijn ploeg. Vanaf het vertrek van sterkhouder Gary Kagelmacher was hij een vaste waarde in de verdediging van Beerschot.

### Willem II
Na het faillissement van 'de Kielse Ratten' vertrok Wuytens in juni 2013 naar Willem II, als opvolger van Philipp Haastrup. Een maand nam de club ook Stijn onder contract, waardoor de broers net als eerder in de jeugd van PSV en het eerste team van Beerschot voor dezelfde club kwamen te spelen. In het seizoen 2013/14 speelde Wuytens 34 competitieduels voor Willem II; de club werd kampioen van de Eerste divisie en promoveerde naar de Eredivisie van Nederland. Ook daarin bleef hij basisspeler en droeg hij in die hoedanigheid bij aan het behalen van de negende plaats in het seizoen 2014/15. Ook in de twee seizoenen daarna handhaafde Willem II in de Eredivisie. Na vier seizoenen besloot hij zijn contract in Tilburg af te laten lopen.

### Heracles Almelo
Op 13 juni 2017 werd bekend dat Wuytens een contract tot de zomer van 2019 had getekend bij Heracles Almelo, waar in de vorm van Mike te Wierik en Justin Hoogma net twee defensieve krachten waren vertrokken. Uiteindelijk speelde hij 1 seizoen voor Hercles waarin hij 20 wedstrijden speelde en een keer tot scoren kwam.

### Sparta Rotterdam
Na een jaar Heracles Almelo ging Wuytens in de zomer van 2018 naar Sparta Rotterdam dat net was gedegradeerd naar de Eerste divisie. Wuytens tekende voor twee seizoenen bij Sparta. Tijdens zijn eerste seizoen voor Sparta speelde Wuytens in totaal 33 wedstrijden en promoveerde hij via de Play-offs met Sparta naar de Eredivisie.

### Sektzia Nes Ziona
Op 21 augustus 2019 maakte hij de overstap naar het Israëlische Sektzia Nes Ziona. Wuytens was hier het gehele seizoen basisspeler.

### Waasland-Beveren
In de zomer van 2020 haalde de Belgische eersteklasser Waasland-Beveren Wuytens terug naar zijn thuisland. Bij Waasland-Beveren moet hij een van de ervaren spelers worden in de jonge kern van coach Nicky Hayen.

## Clubstatistieken
| Seizoen         | Club               | Competitie      | Competitie | Competitie | Beker | Beker | Overig | Overig | Totaal | Totaal |
| Seizoen         | Club               | Competitie      | Wed.       | Dlp.       | Wed.  | Dlp.  | Wed.   | Dlp.   | Wed.   | Dlp.   |
| --------------- | ------------------ | --------------- | ---------- | ---------- | ----- | ----- | ------ | ------ | ------ | ------ |
| 2011/12         | Germinal Beerschot | Eerste klasse   | 16         | 0          | 2     | 0     | 6      | 0      | 24     | 0      |
| 2012/13         | Germinal Beerschot | Eerste klasse   | 1          | 0          | 0     | 0     | 0      | 0      | 1      | 0      |
| Club totaal     | Club totaal        | Club totaal     | 17         | 0          | 2     | 0     | 6      | 0      | 25     | 0      |
| 2013/14         | Willem II          | Eerste divisie  | 34         | 3          | 0     | 0     | —      | —      | 34     | 3      |
| 2014/15         | Willem II          | Eredivisie      | 32         | 1          | 0     | 0     | —      | —      | 32     | 1      |
| 2015/16         | Willem II          | Eredivisie      | 33         | 4          | 3     | 0     | 3      | 0      | 39     | 4      |
| 2016/17         | Willem II          | Eredivisie      | 15         | 0          | 0     | 0     | —      | —      | 15     | 0      |
| Club totaal     | Club totaal        | Club totaal     | 114        | 8          | 3     | 0     | 3      | 0      | 120    | 8      |
| 2017/18         | Heracles Almelo    | Eredivisie      | 18         | 1          | 2     | 0     | —      | —      | 20     | 1      |
| Club totaal     | Club totaal        | Club totaal     | 18         | 1          | 2     | 0     | 0      | 0      | 20     | 1      |
| 2018/19         | Sparta Rotterdam   | Jupiler League  | 29         | 1          | 1     | 0     | 3      | 0      | 33     | 1      |
| Club totaal     | Club totaal        | Club totaal     | 29         | 1          | 1     | 0     | 3      | 0      | 33     | 1      |
| 2019/20         | Sektzia Nes Ziona  | Ligat ha'Al     | 28         | 0          | 0     | 0     | 1      | 0      | 29     | 0      |
| Club totaal     | Club totaal        | Club totaal     | 28         | 0          | 0     | 0     | 1      | 0      | 29     | 0      |
| 2020/21         | Waasland-Beveren   | Eerste Klasse A | 26         | 1          | 2     | 0     | 0      | 0      | 28     | 1      |
| Club totaal     | Club totaal        | Club totaal     | 26         | 1          | 2     | 0     | 0      | 0      | 28     | 1      |
| Carrière totaal | Carrière totaal    | Carrière totaal | 232        | 11         | 10    | 0     | 13     | 0      | 255    | 11     |

Bijgewerkt op 16 juli 2021.

## Familie
Zijn oudere broer, Stijn Wuytens, is ook een actief profvoetballer. Hij komt sinds de zomer van 2020 uit voor Lommel SK. Voormalig profvoetballer Jan Wuytens is een achterneef van hem.